# Val de la Sabina

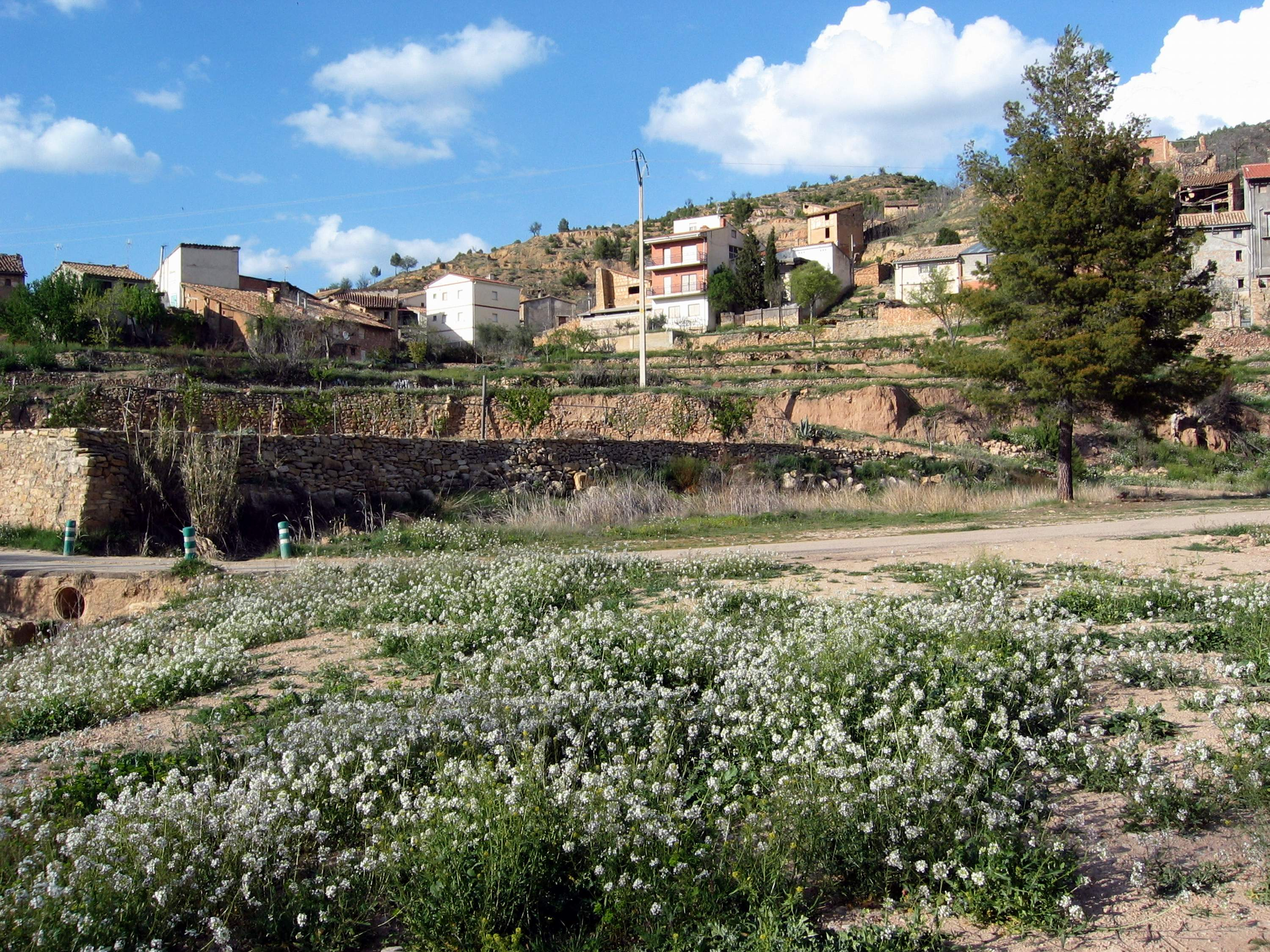
Vista parcial de Val de la Sabina, Ademuz (Valencia), desde la rambla.

El Val de la Sabina es una aldea perteneciente al término municipal de Ademuz, en la comarca del Rincón de Ademuz, provincia de Valencia, (Comunidad Valenciana, España).

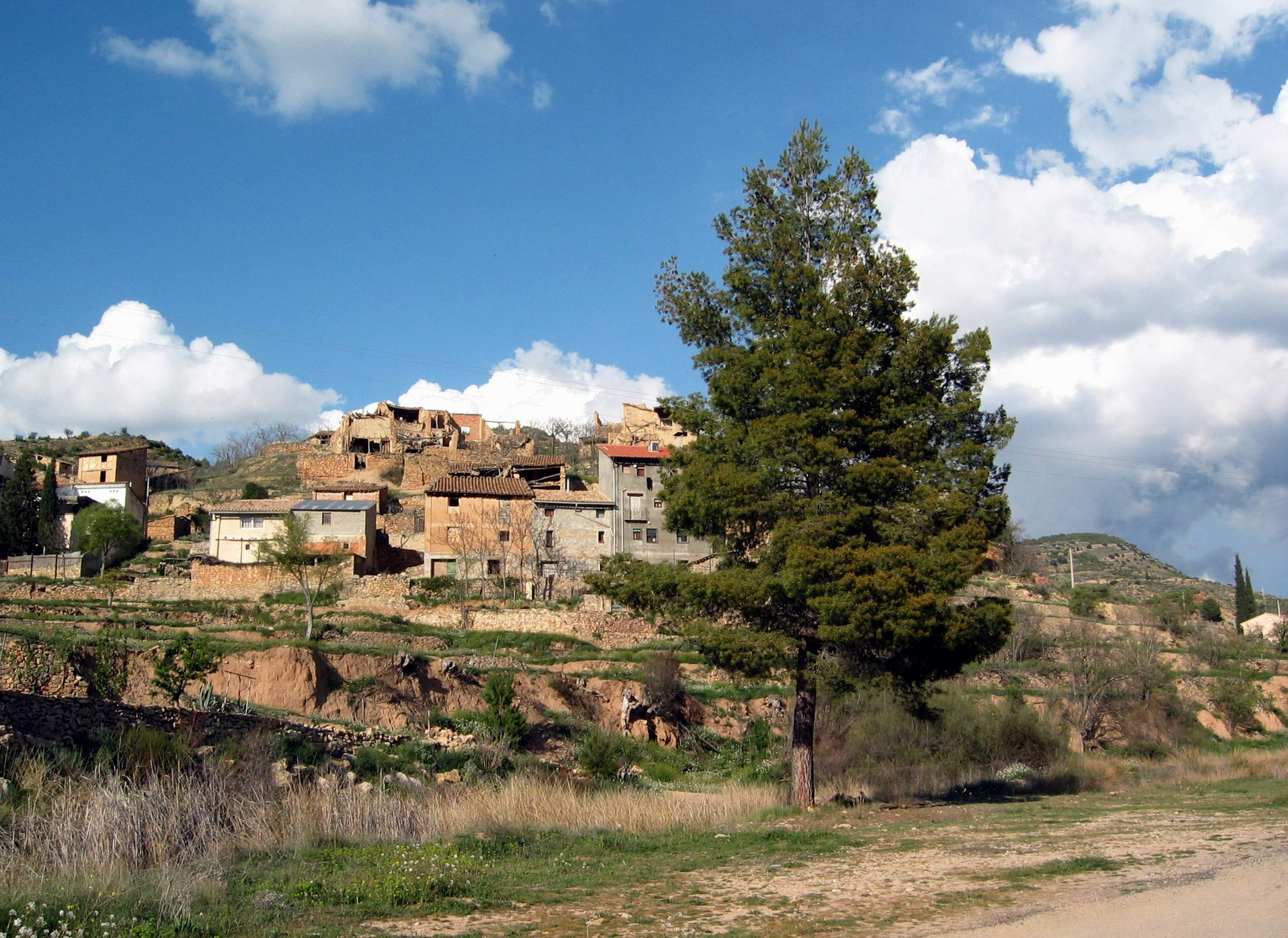
Vista parcial de Val de la Sabina, Ademuz (Valencia), desde la rambla.

## Situación
Se trata de la aldea más cercana a la villa y, en la actualidad, también una de las menos pobladas. Esta aldea cuenta con tan solo 13 habitantes. Se asienta en una ladera del margen derecho de la Rambla del Val, afluente del río Turia. La población domina el pequeño valle que conforma esta rambla y cuyas fértiles tierras se aprovechan para el cultivo.

## Lugares de interés

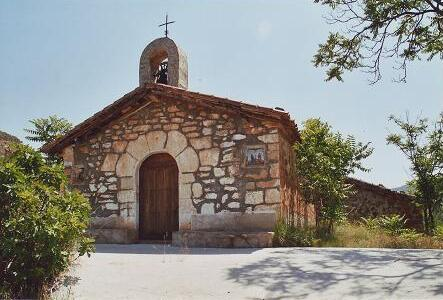
Ermita de San Miguel Arcángel. Fachada. Val de la Sabina, Ademuz.

Del patrimonio religioso de Val de la Sabina destaca la Ermita de San Miguel Arcángel, del siglo XVI.- El Vía Crucis local, dispuesto a lo largo de la calle principal de la aldea, el camino del cementerio y la ermita -colocado en las fachadas de las casas y pajares, sobre hornacinas, pilones y pilastras-: construido a principios del siglo XX, cabe destacar del mismo la sencillez y colorido de sus cerámicas. Asimismo su peculiar Cementerio parroquial, construido en la cota baja de la ladera, margen derecha de la rambla del Val, en posición oriental respecto de la aldea.

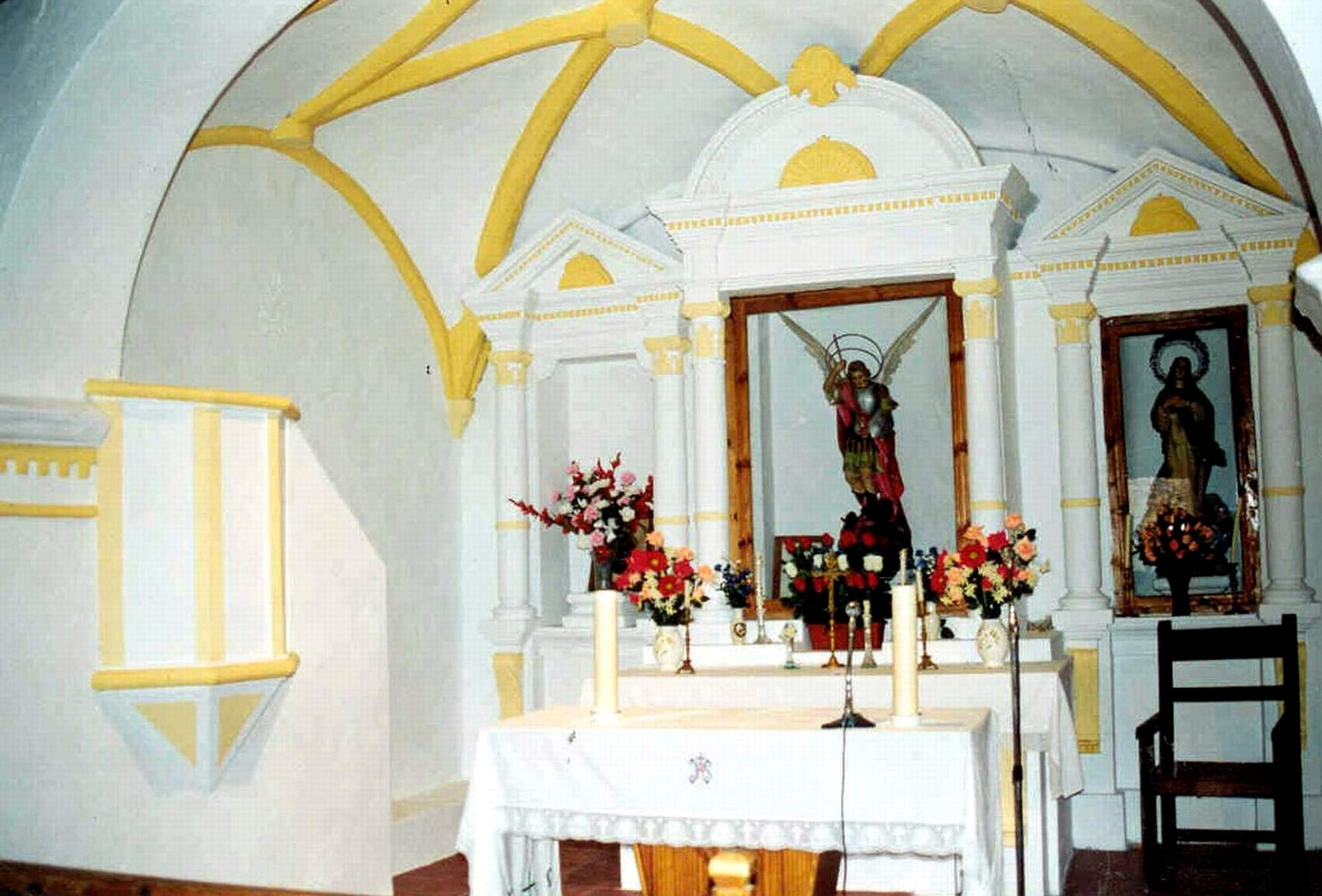
Presbiterio de la ermita de Val de la Sabina, Ademuz (Valencia), con detalle de las nervaduras de la cúpula.

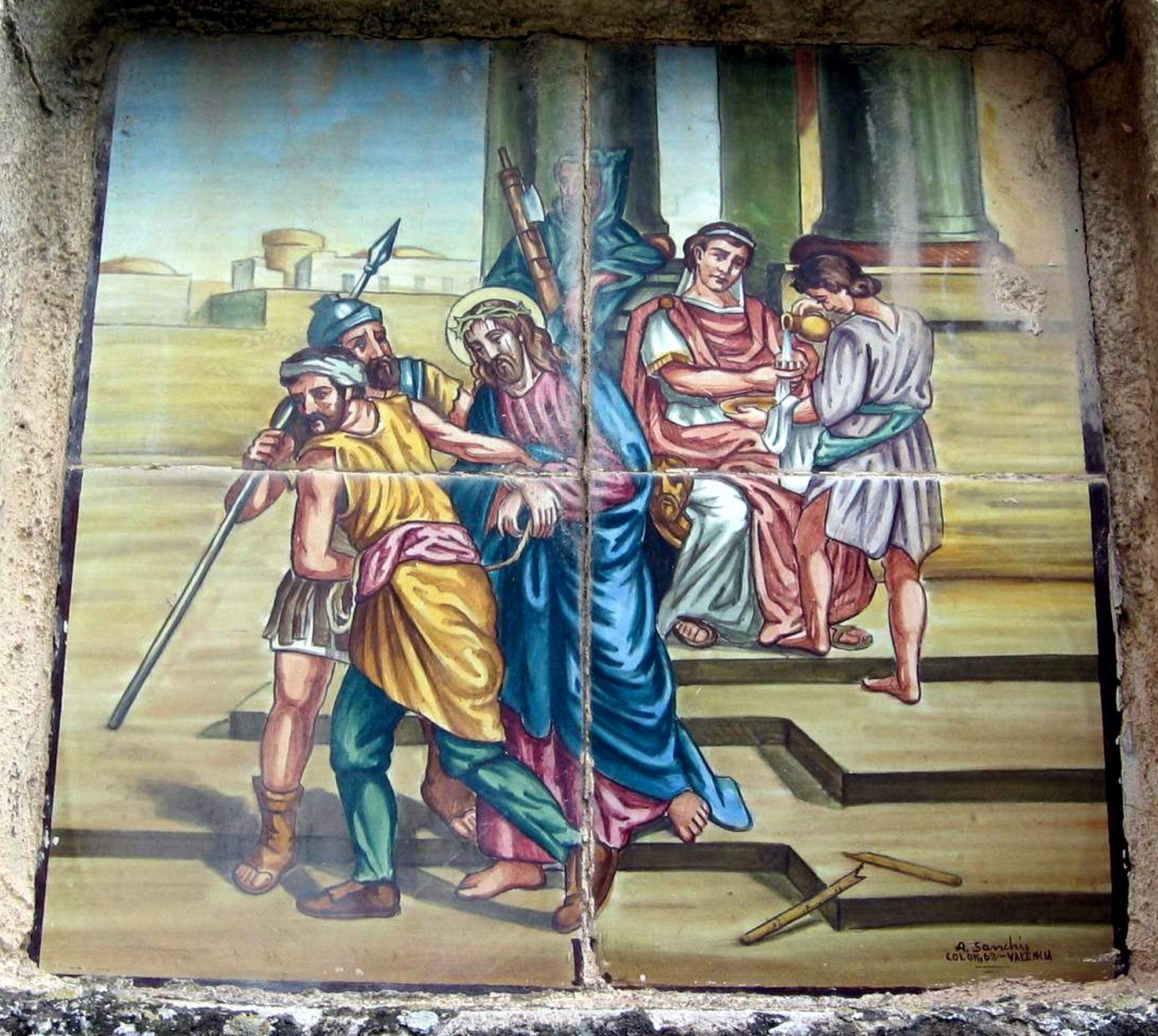
Estación I del Vía Crucis de Val de la Sabina, Ademuz (Valencia): Jesús es condenado a muerte.

Por lo que respecta a la arquitectura popular (vernacular), también se puede observar buenas muestras de edificaciones tradicionales en sus estrechas y tortuosas calles, y la antigua escuela, recientemente remodelada. 
Hay que destacar también el interés que tiene su patrimonio natural. Junto al Val de la Sabina transcurre un tramo del PR-V 131.6, «Ruta del Bohilgues y del Val».
Su fiesta patronal es el día de san Miguel Arcángel en septiembre.

## Galería

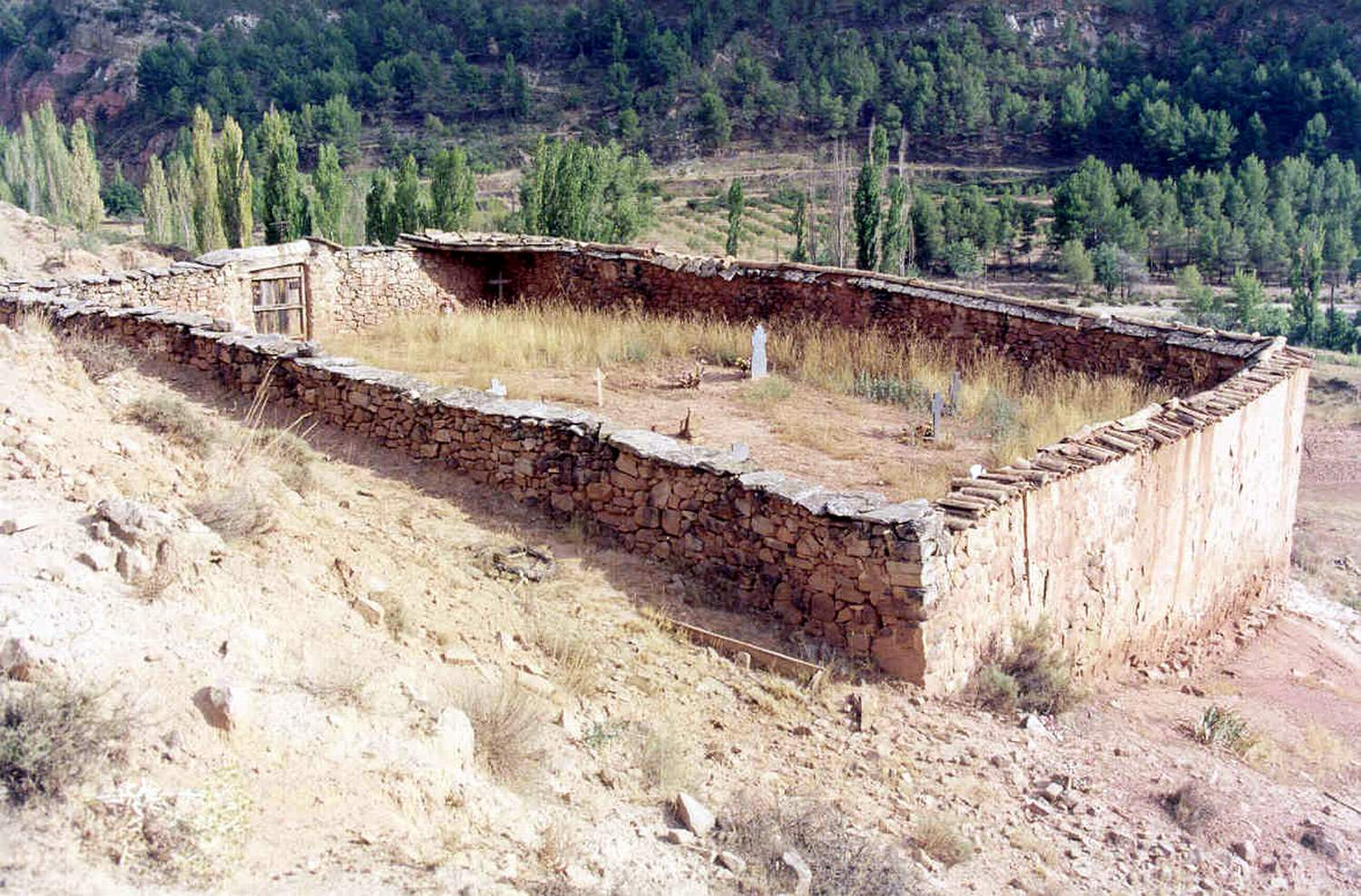
Vista general del cementerio parroquial de Val de la Sabina, Ademuz (Valencia).
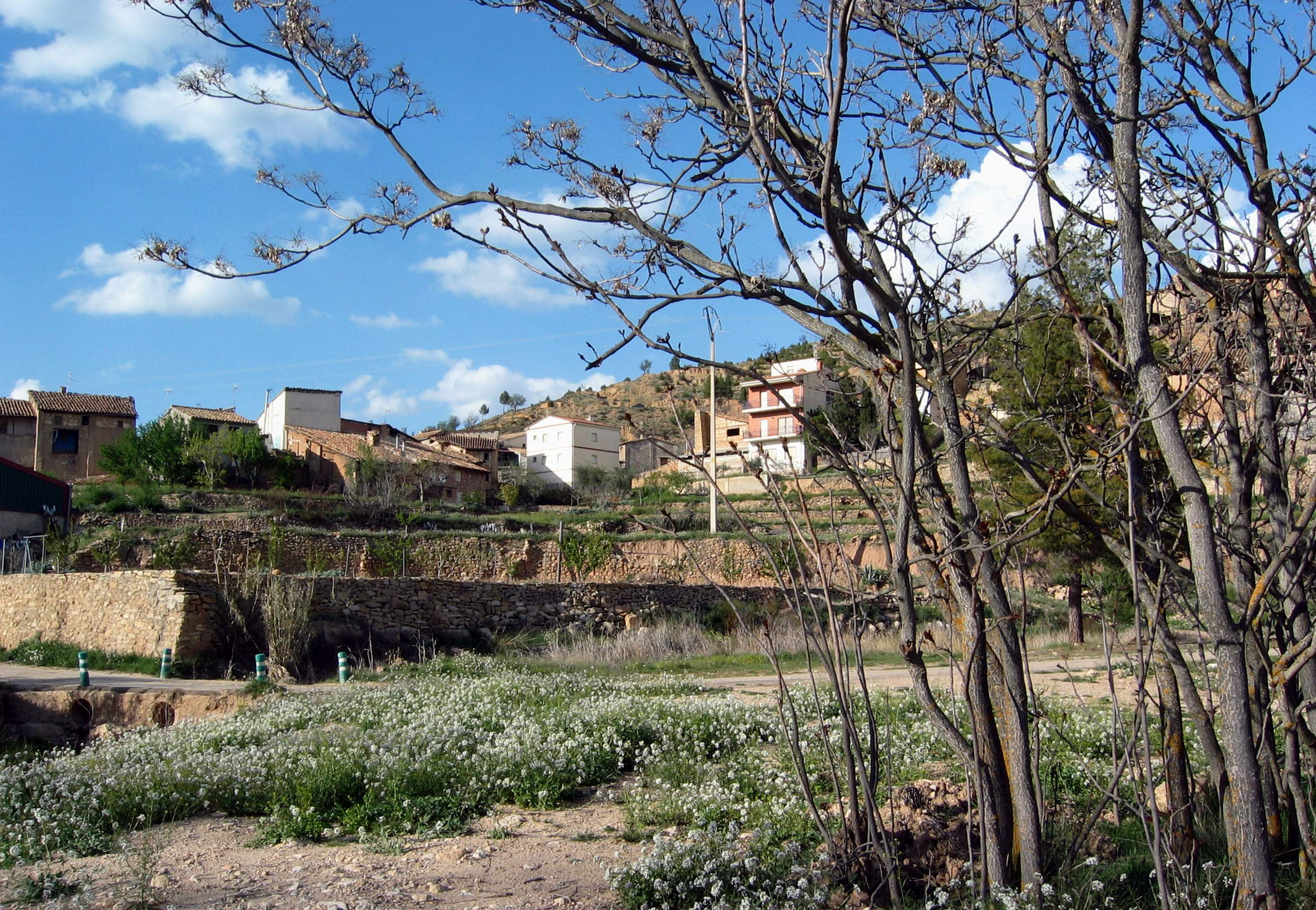
Vista parcial de Val de la Sabina, Ademuz (Valencia), desde la rambla.
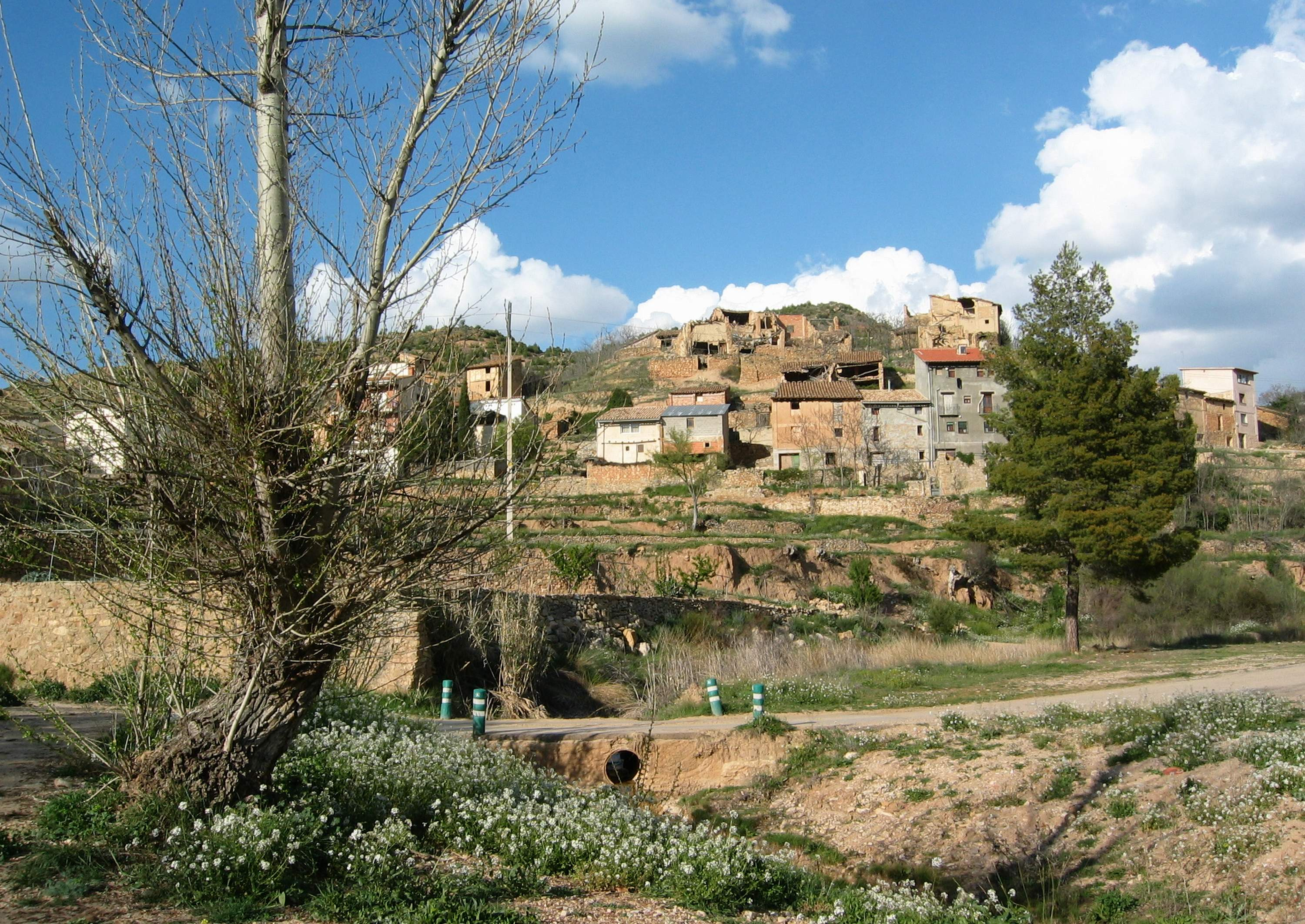
Vista parcial de Val de la Sabina, Ademuz (Valencia), desde la rambla.
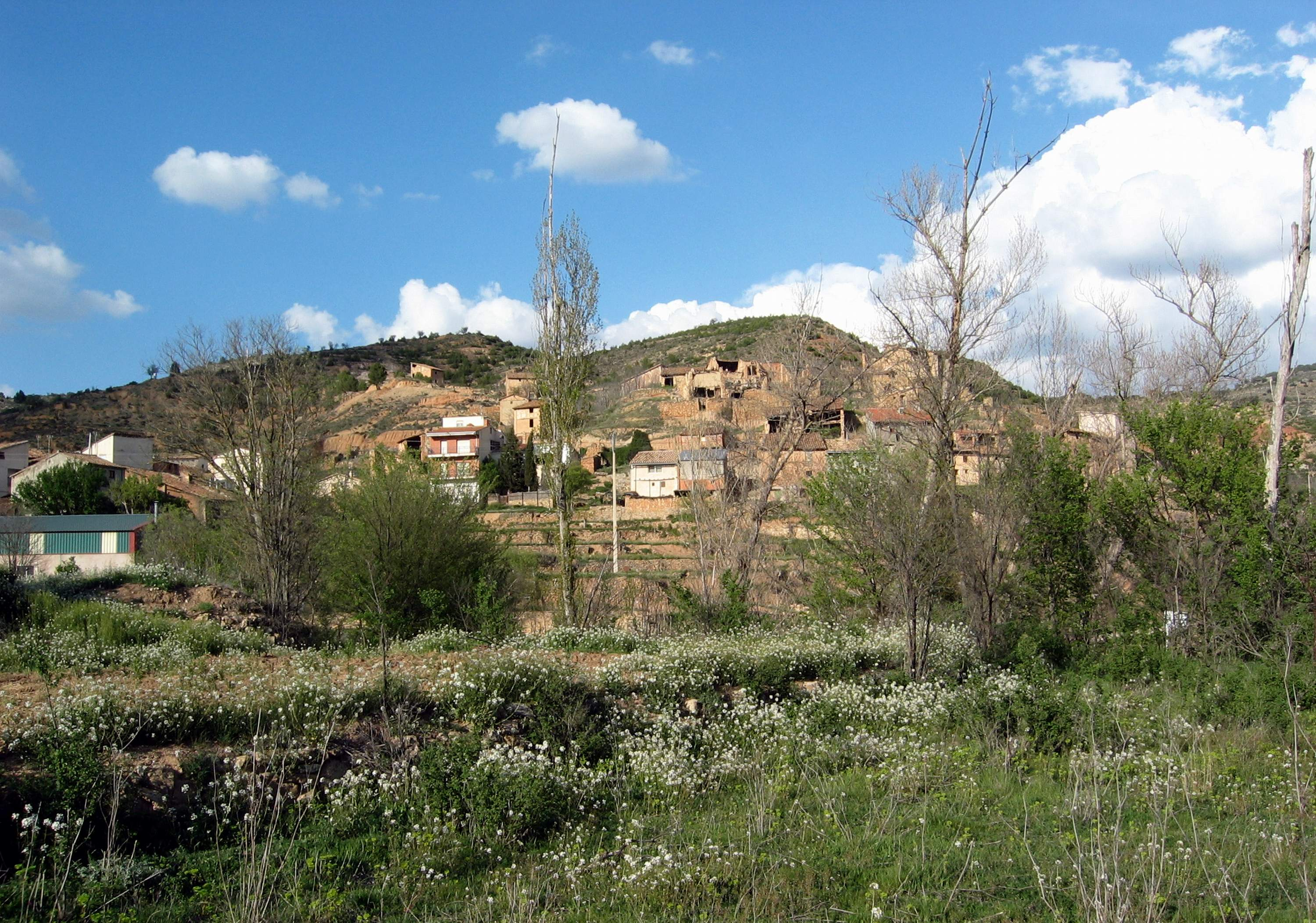
Vista parcial de Val de la Sabina, Ademuz (Valencia), desde la rambla.
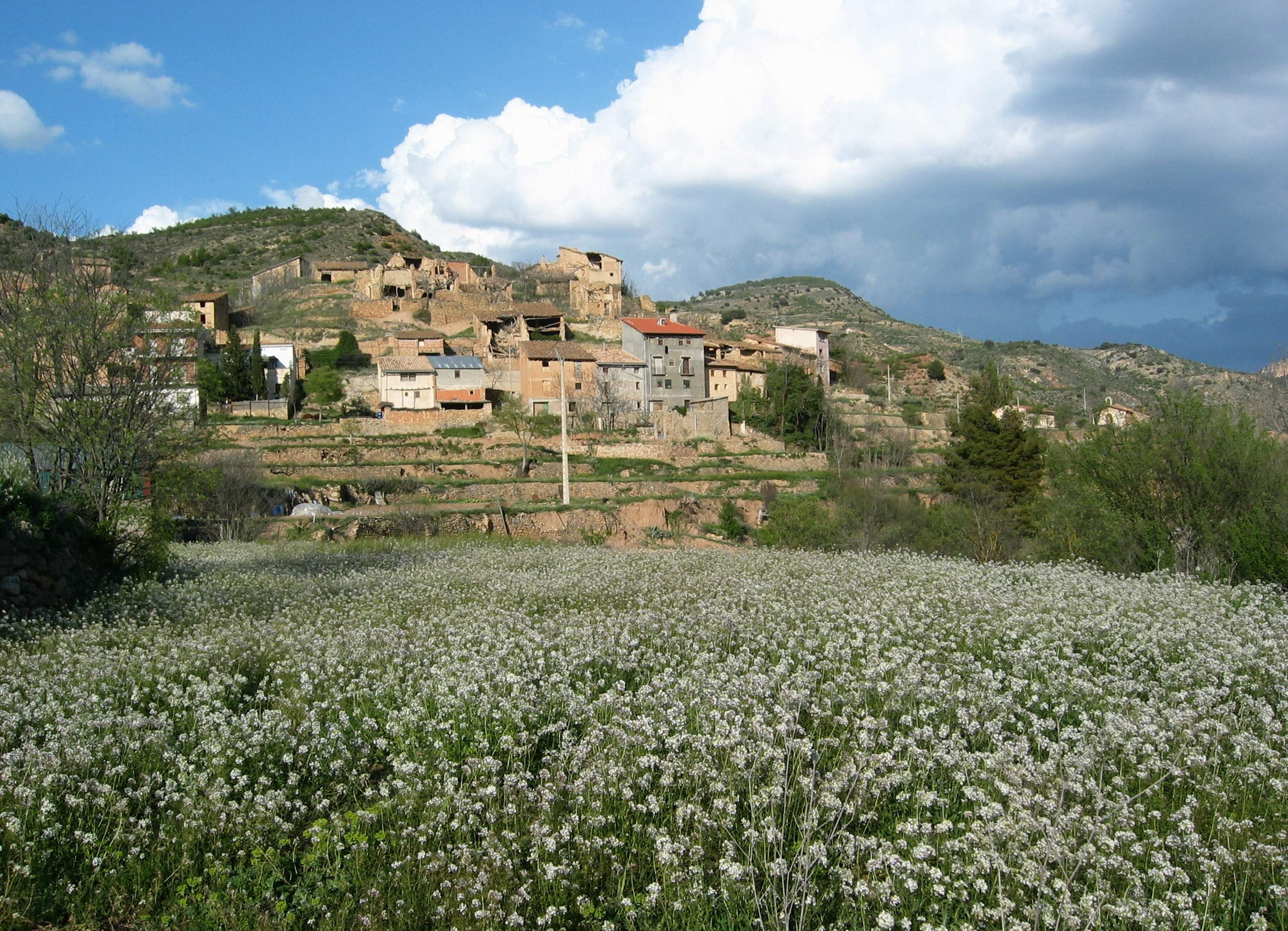
Vista parcial de Val de la Sabina, Ademuz (Valencia), desde la rambla.
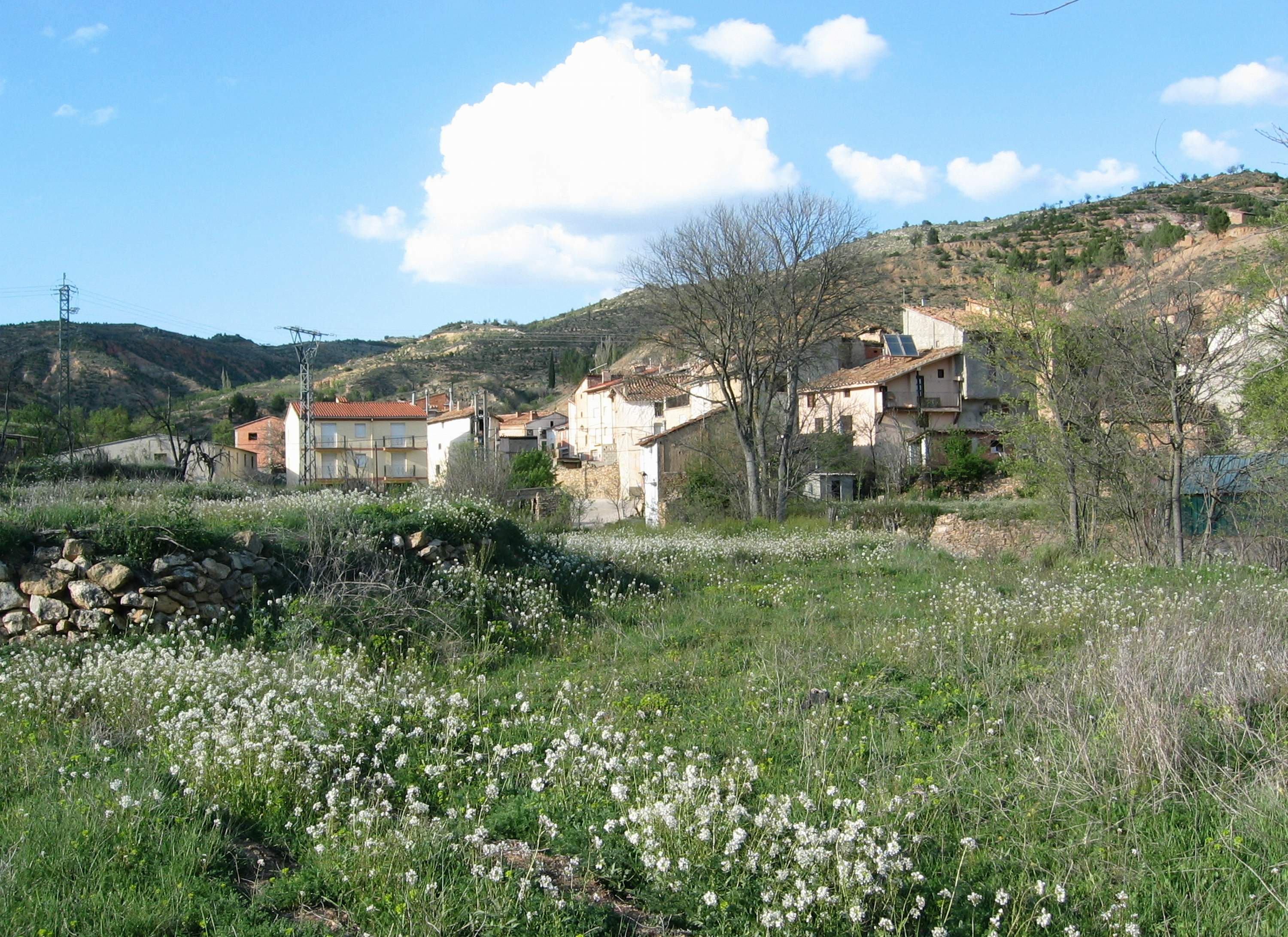
Vista parcial de Val de la Sabina, Ademuz (Valencia), desde la rambla.
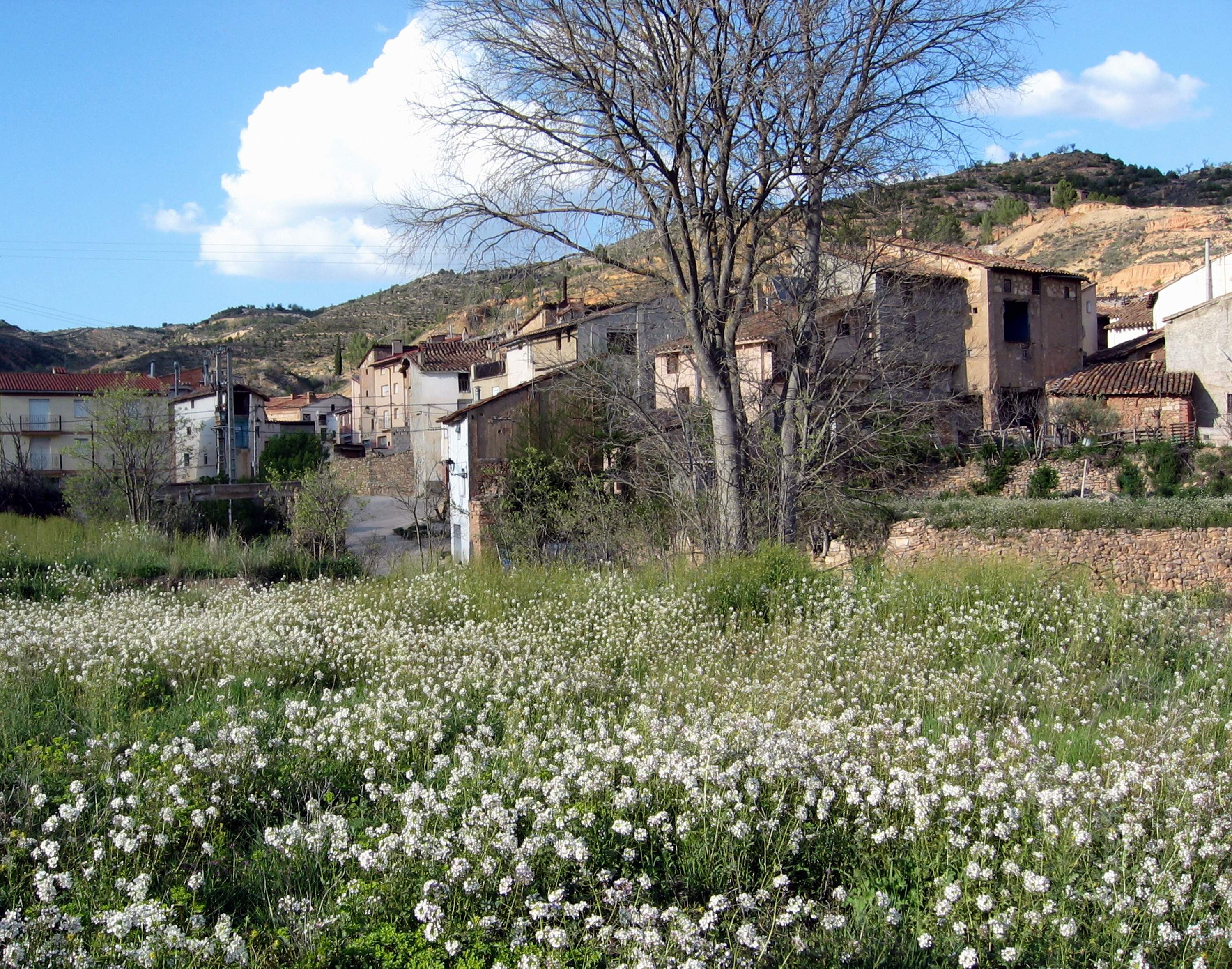
Vista parcial de Val de la Sabina, Ademuz (Valencia), desde la rambla.
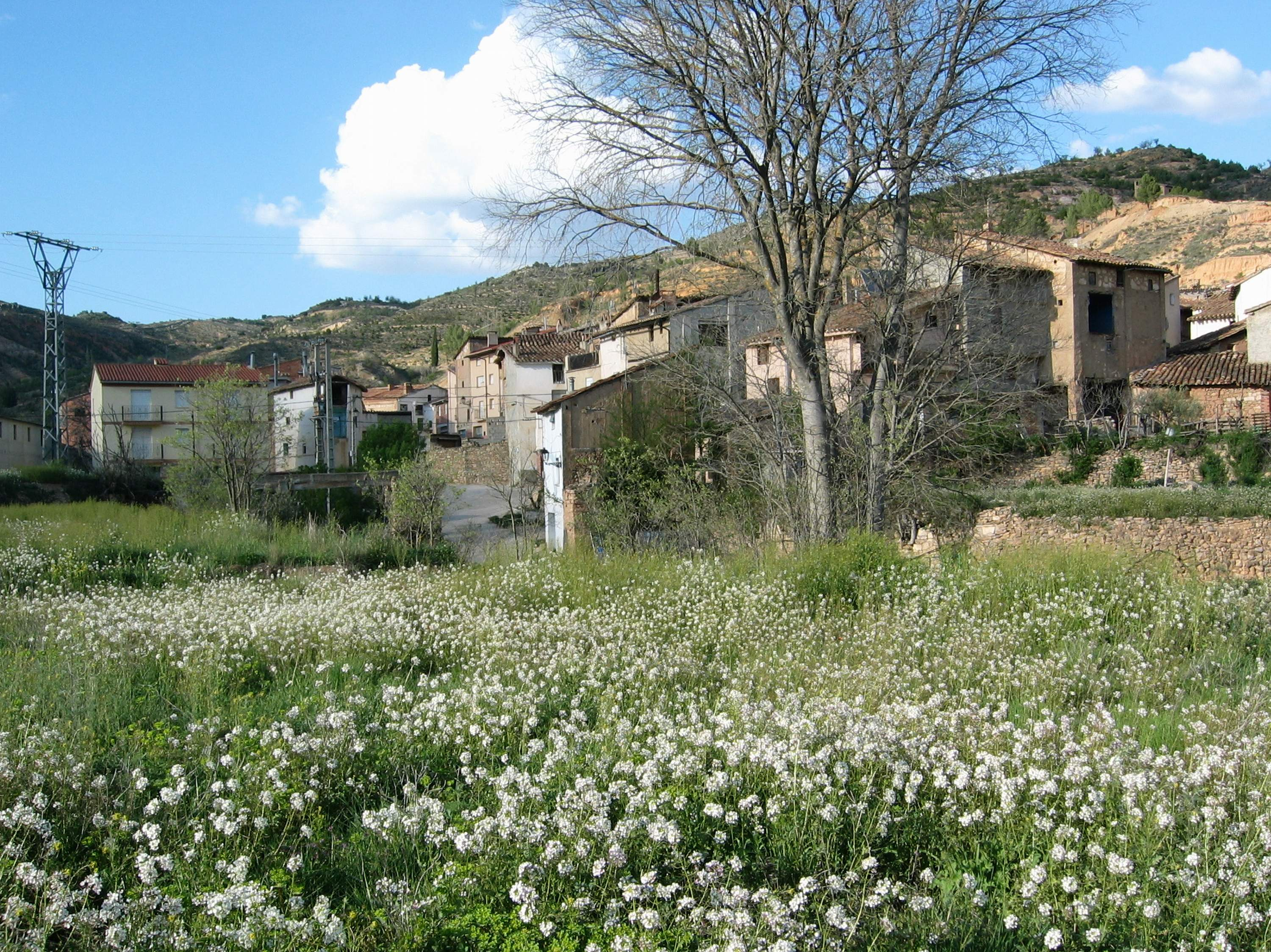
Vista parcial de Val de la Sabina, Ademuz (Valencia), desde la rambla.
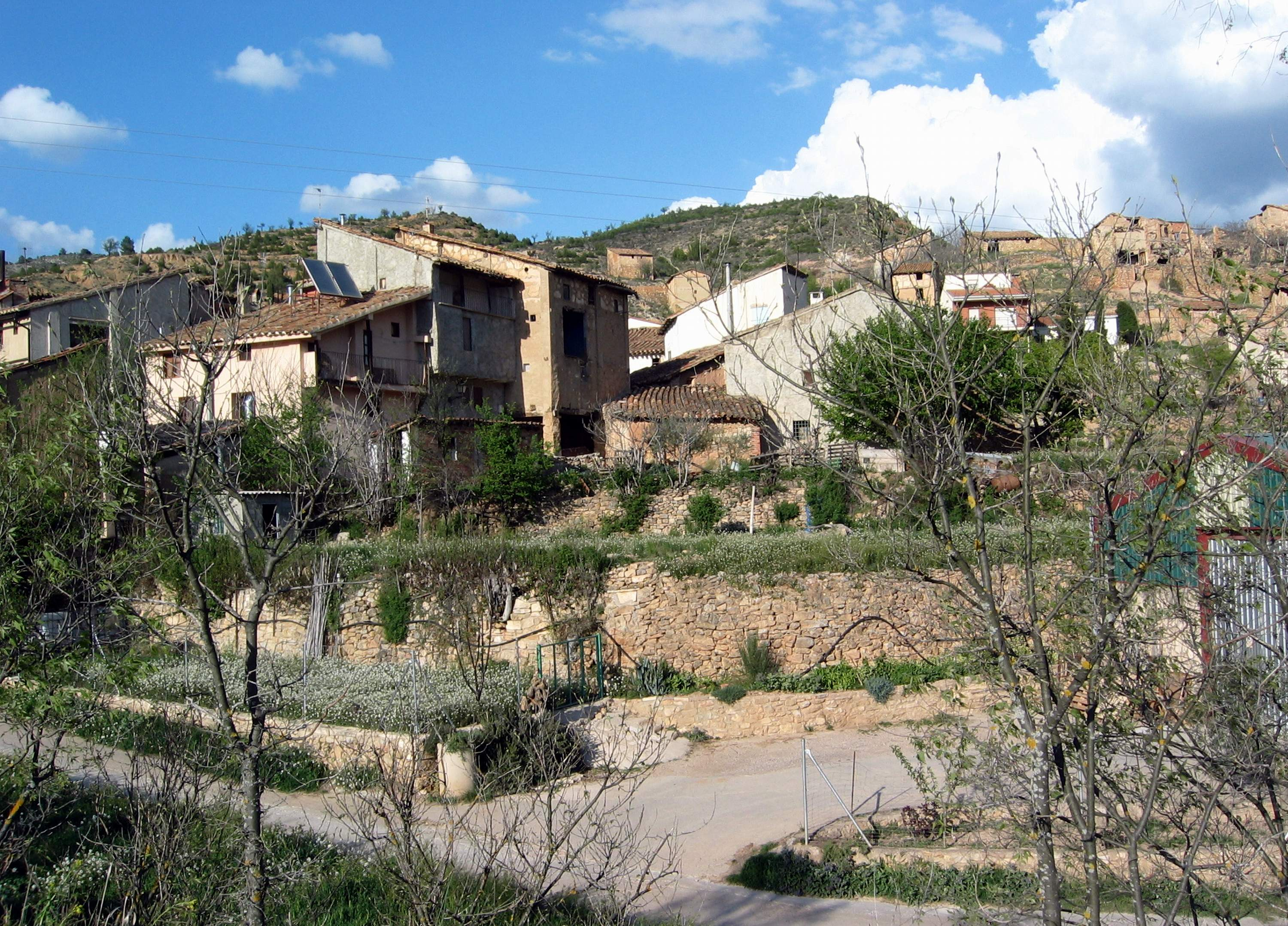
Vista parcial de Val de la Sabina, Ademuz (Valencia), desde la rambla.
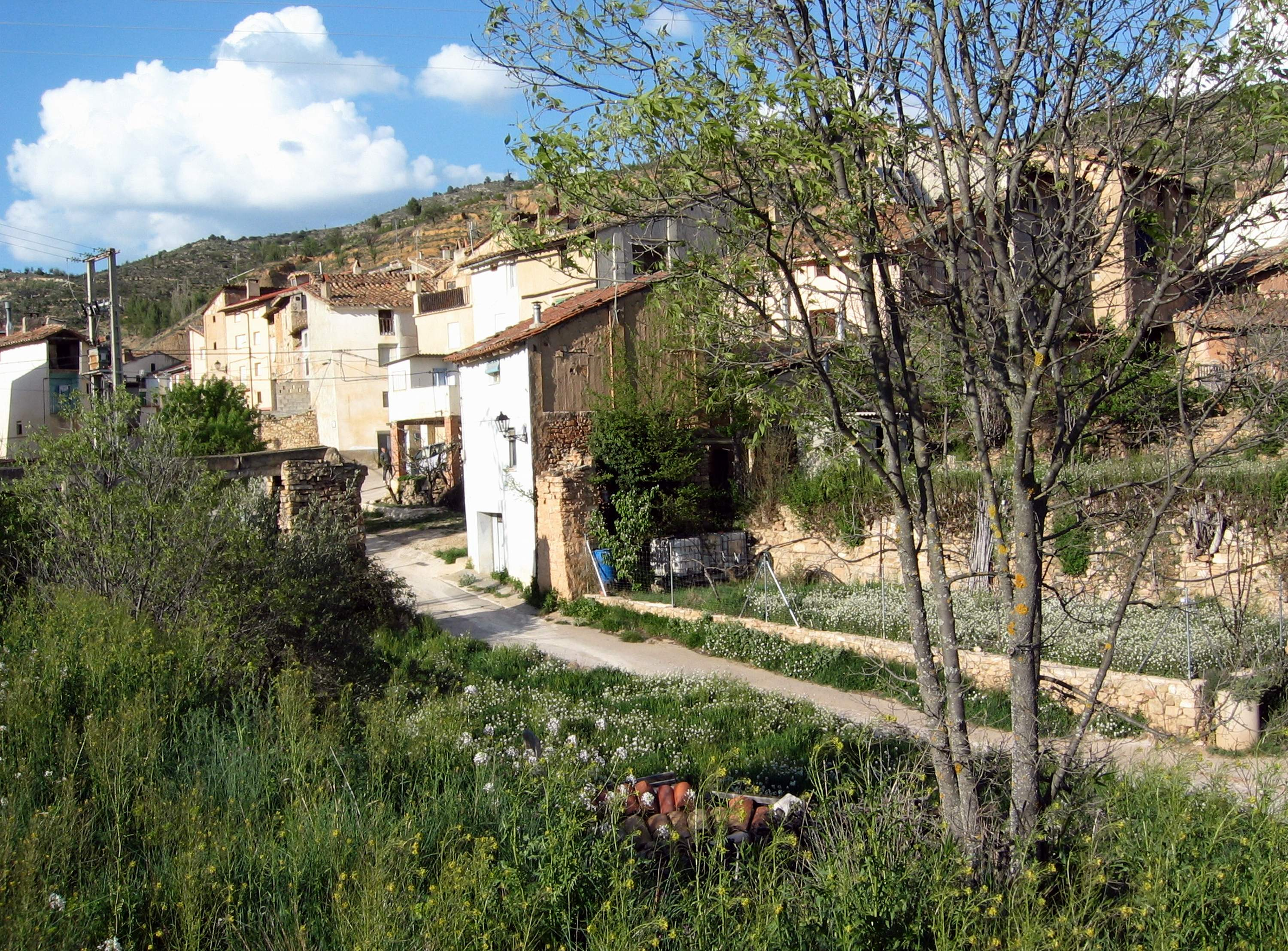
Vista parcial de Val de la Sabina, Ademuz (Valencia), desde la rambla.
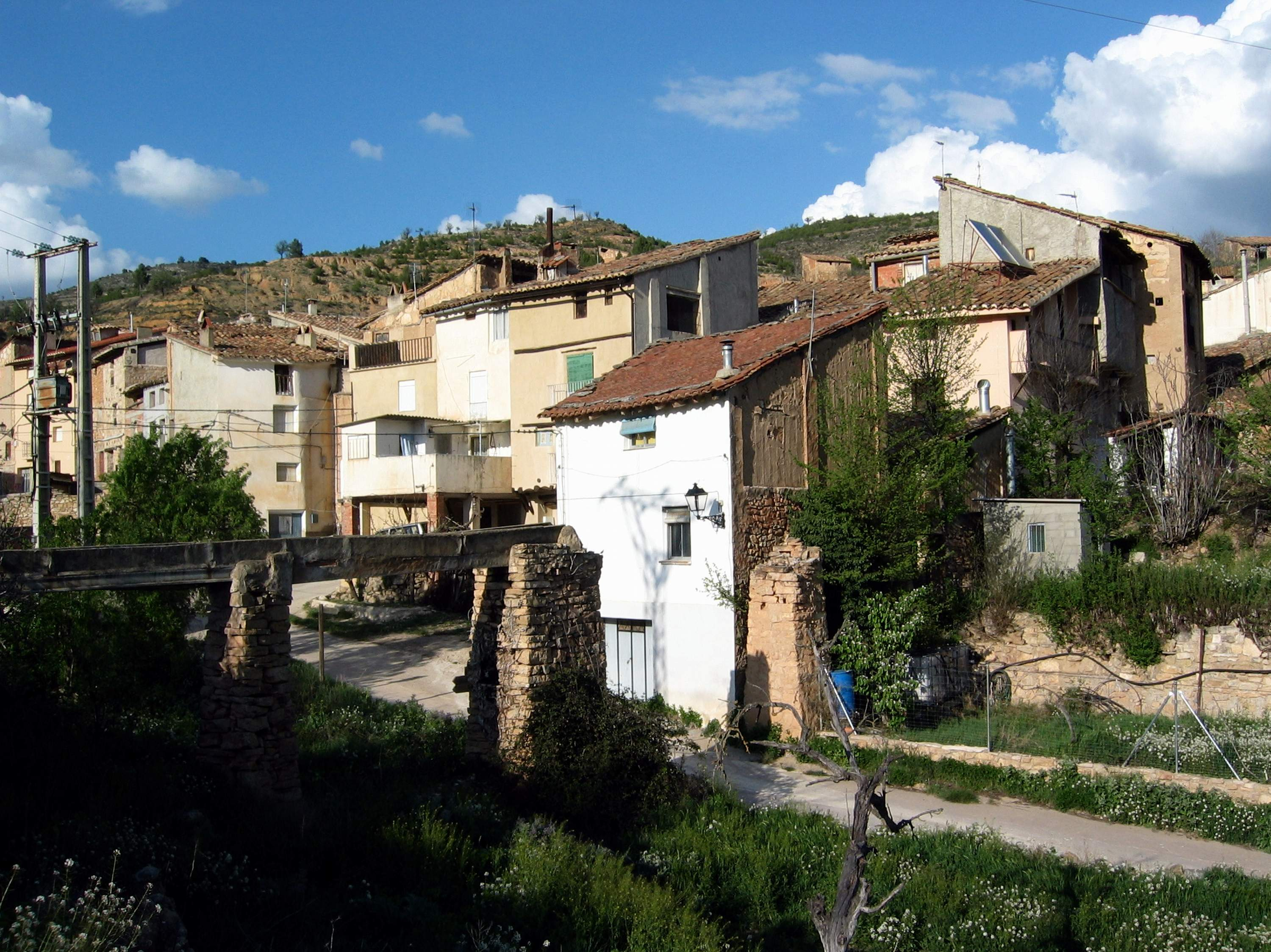
Vista parcial de Val de la Sabina, Ademuz (Valencia), desde el camino de la rambla.
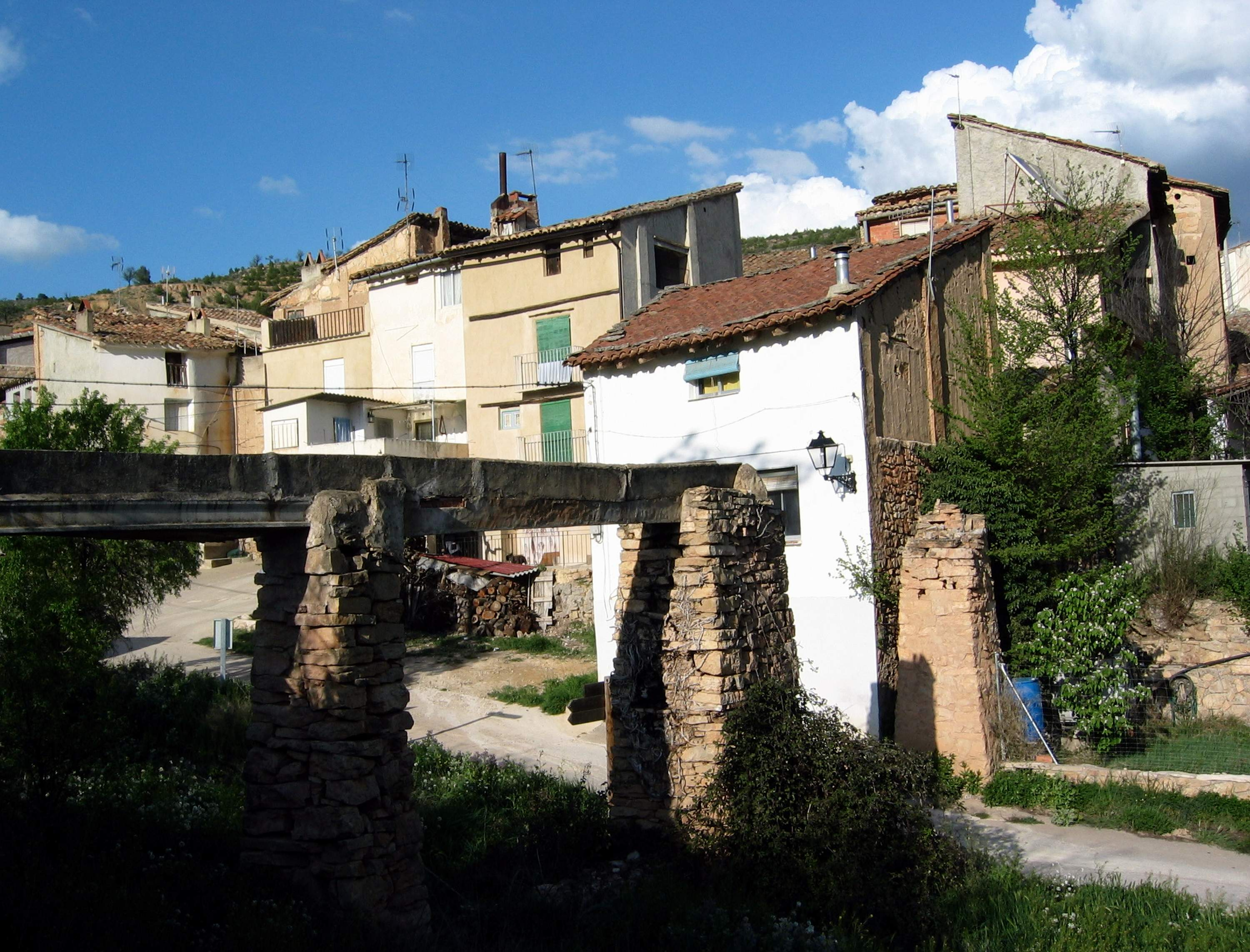
Vista parcial de Val de la Sabina, Ademuz (Valencia), desde el camino de la rambla.
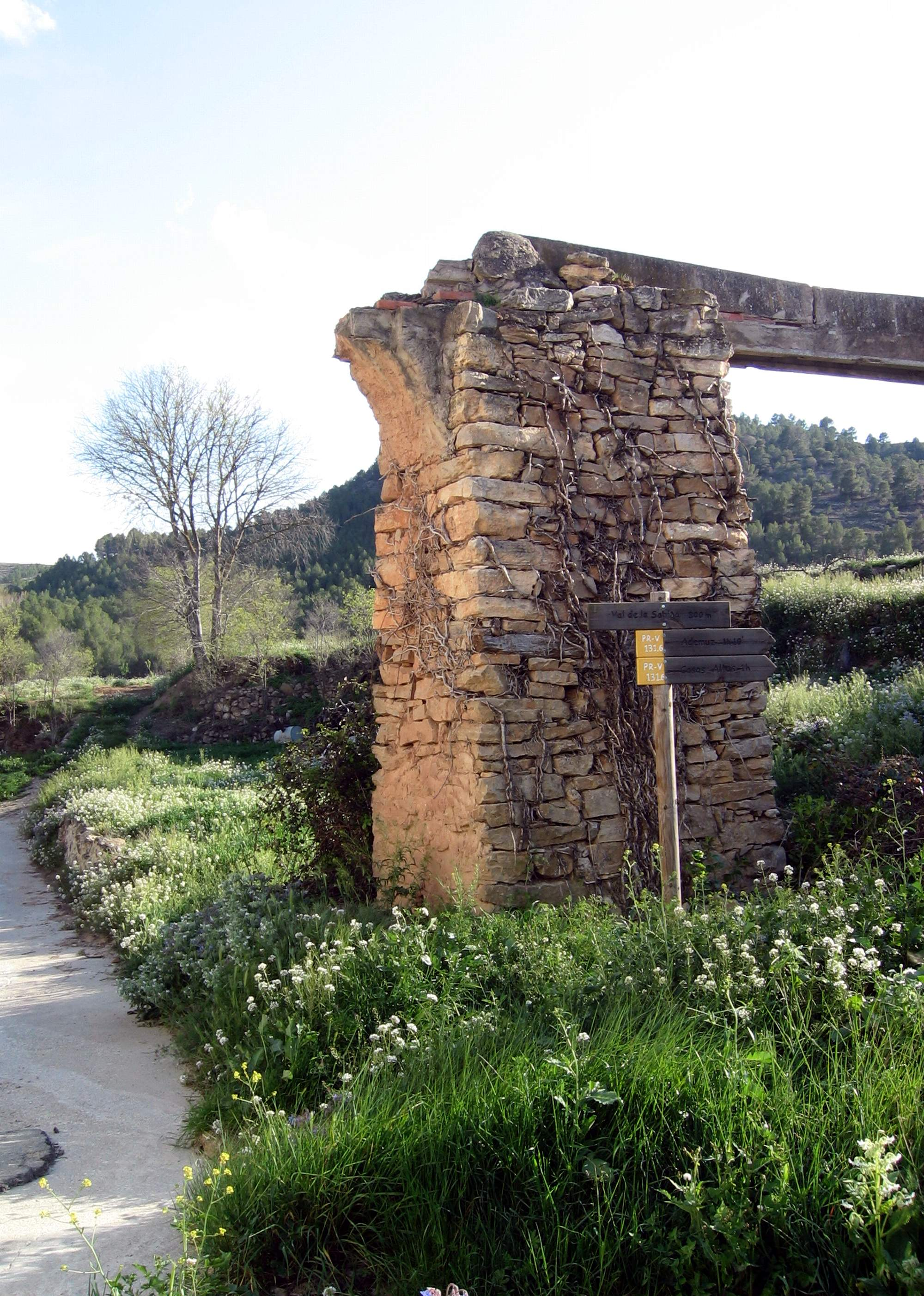
Detalle de pilón de antigua canalización en Val de la Sabina, Ademuz (Valencia), desde el camino de la rambla.
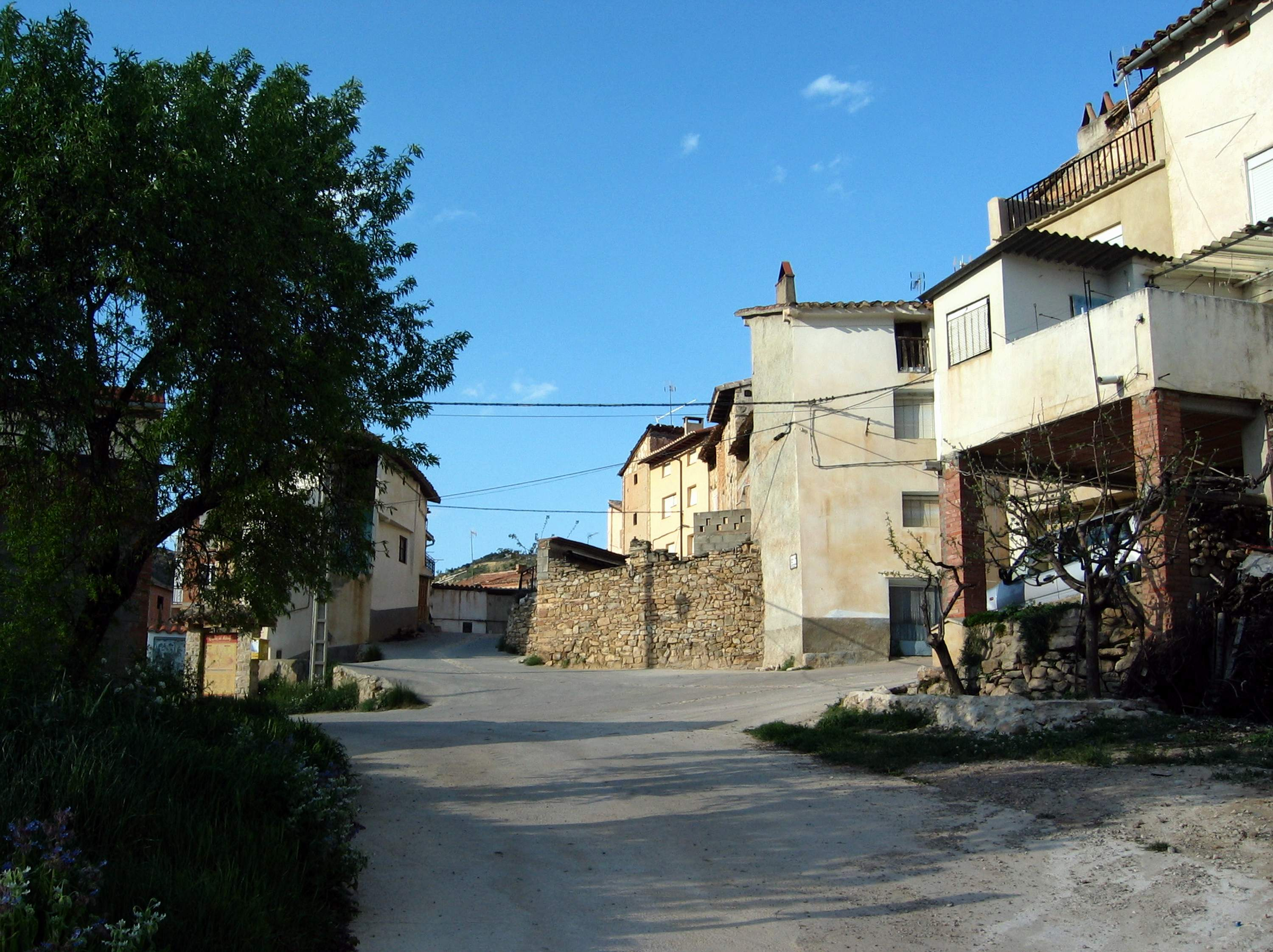
Vista parcial de Val de la Sabina, Ademuz (Valencia), desde el camino de la rambla.
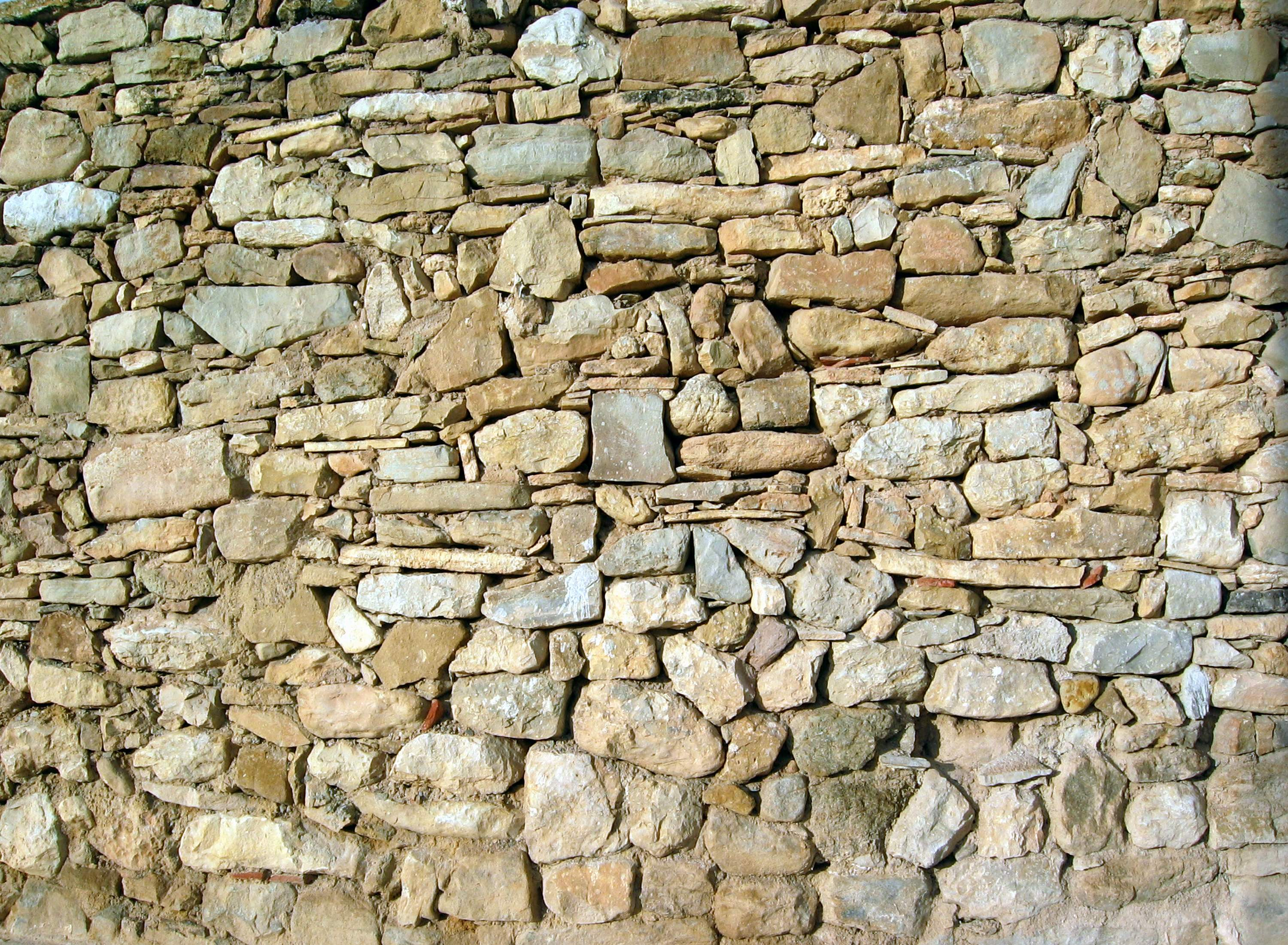
Detalle de piedra careada en muro de mampostería en Val de la Sabina, Ademuz (Valencia).
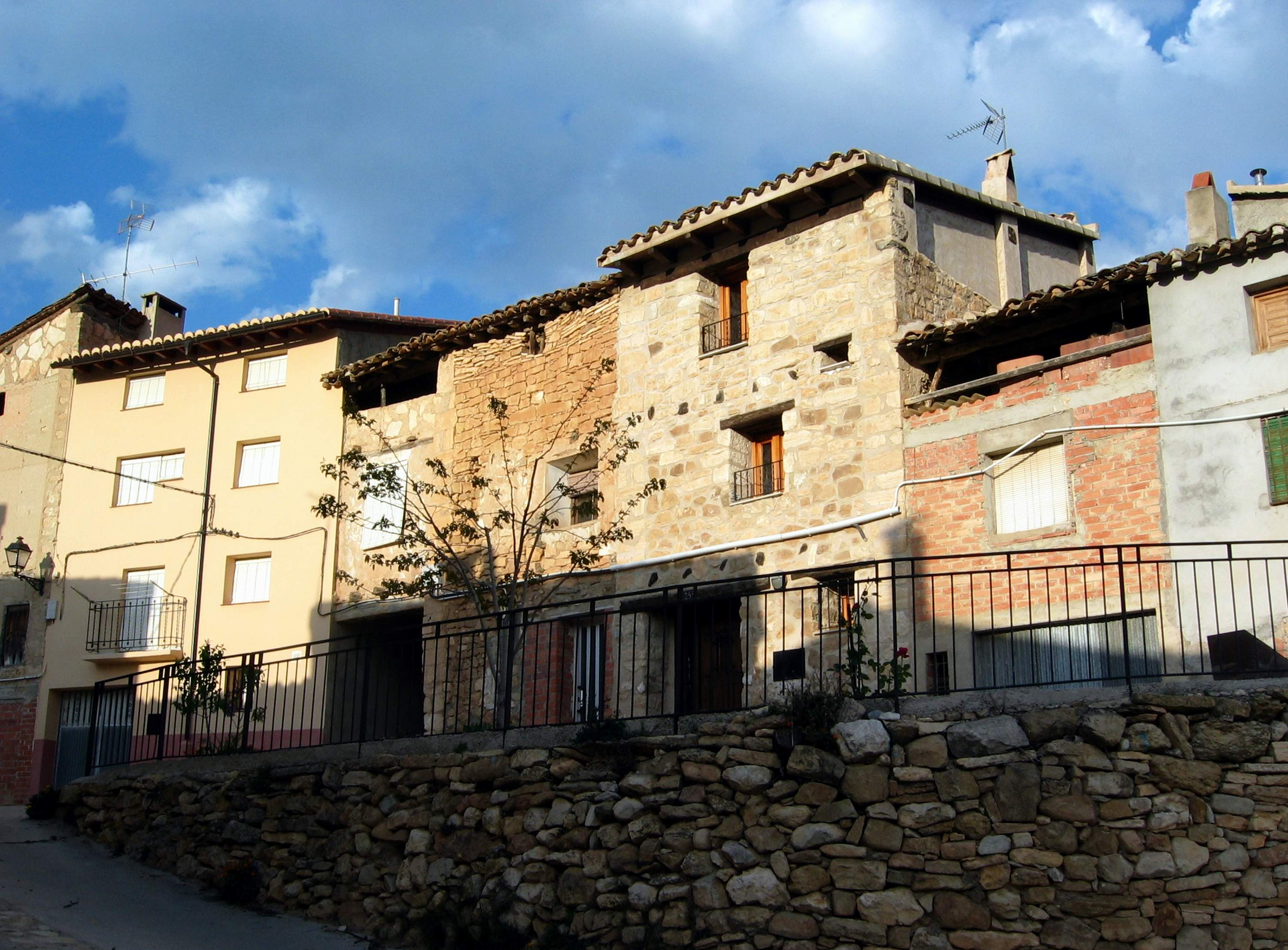
Vista parcial del caserío de Val de la Sabina, Ademuz (Valencia).
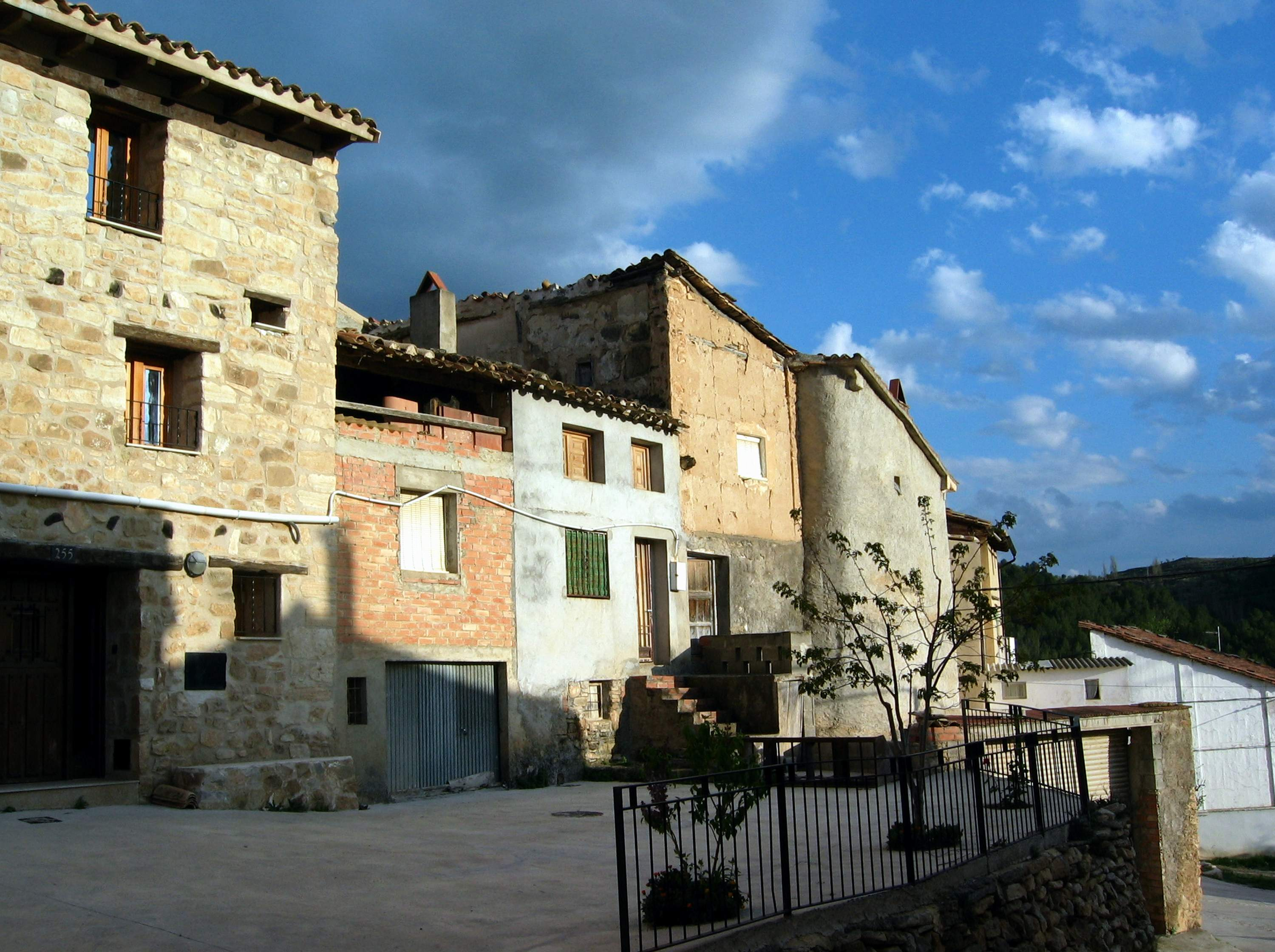
Vista parcial del caserío de Val de la Sabina, Ademuz (Valencia).